# 斯蒂芬妮·罗韦蒂
斯蒂芬妮·罗韦蒂（英語：Stephanie Rovetti，1991年10月2日—），美国女子橄榄球运动员。她曾代表美国七人制国家队参加2024年夏季奥林匹克运动会七人制橄榄球比赛，获得一枚铜牌。